# Ogle SX250
La SX250 è un'autovettura prodotta dalla Ogle nel 1962 in soli 2 esemplari.
Dotata di carrozzeria in vetroresina e basata sulla meccanica della Daimler SP 250 Dart (che s'adattava molto bene in quanto anch'essa concepita per una carrozzeria in materiale composito), la SX250 era una coupé 3 volumi piuttosto compatta.
La meccanica, motore V8 e telaio inclusi, era la stessa della Daimler.
Quando nel corso del 1962 la Ogle chiuse i battenti a causa della prematura scomparsa del suo fondatore, il progetto SX250 venne rilevato dalla Reliant, che lo utilizzò come base per la sua fortunata sportiva Scimitar GT.